# Bernhard Diestel
Bernhard Diestel (* um 1620, wahrscheinlich am 13. Juli 1623 in Wippach, Herzogtum Krain; † 13. September 1660 in Jinan, Chinesisches Kaiserreich) war Jesuit, Missionar und Forschungsreisender.
Diestel besuchte in Laibach das dortige Gymnasium der Jesuiten, wurde 1639 in die Gesellschaft Jesu aufgenommen und absolvierte zwischen 1642 und 1651 ein Studium der Theologie und Philosophie an der Carolo-Franciscea in Graz.
Nach einer kurzen Verwendung in der persischen Mission erhielt er am 20. Februar 1656 vom Jesuitengeneral Goswin Nickel den Auftrag, im Rahmen der Asienmission gemeinsam mit seinem Ordensbruder Johann Grueber einen Landweg nach China zu erforschen.
Über Venedig, das östliche Mittelmeer und Smyrna gelangten die beiden kurz vor Weihnachten 1656 nach Isfahan.
Ihren Plan, von dort weiter quer durch Asien zu reisen, mussten sie jedoch wegen drohender  Kriegsgefahr aufgeben.
Stattdessen zogen sie nach Bandar Abbas an der Südküste Persiens, fuhren von dort mit dem Schiff nach Indien und gingen in Surat im Golf von Khambhat an Land, wo sie zunächst festgenommen und für zehn Monate inhaftiert wurden. Nach ihrer Freilassung brachte sie ein englisches Schiff schließlich in die portugiesische Kolonie Macau, wo die beiden im Juli 1658 eintrafen. 
Am 22. April 1659 erhielten Grueber und Diestel in Macau vom zuständigen Vizeprovinzial der Jesuiten, Simon da Cunha, den Auftrag, ihren Weg nach Peking fortzusetzen und dann von dort aus einen Landweg zurück nach Europa zu erkunden.
Diestel und Grueber wurden mit einem Ehrengeleit auf Staatskosten nach Peking gebracht und arbeiteten dort in der Folge am Hof des Kaisers Shunzhi, der den christlichen Missionaren gegenüber liberal eingestellt war, im kaiserlichen astronomischen Amt, wo auch ihr berühmter Ordensbruder Adam Schall von Bell beschäftigt war, zu jener Zeit ein enger Vertrauter des Kaisers. Da Diestel das Klima in Peking nicht vertrug, wurde er vorübergehend an die Missionsstation in Tsinan versetzt, wo er jedoch 1660 starb.